# Wild Cards
Wild Cards è una serie di racconti e romanzi di fantascienza e supereroi ambientati in un universo condiviso. La serie è stata creata da un gruppo di scrittori di fantascienza del Nuovo Messico, guidata e curata da George R. R. Martin con l'assistenza di Melinda Snodgrass, entrambi anche contributori della serie. La serie iniziale di dodici volumi è stata pubblicata dalla Bantam Books, tra il 1987 e il 1993, prima di passare alla Baen, che ne ha pubblicato altri tre volumi tra il 1993 e il 1995. È quindi passata alla iBooks che ha pubblicato due nuovi volumi e una ristampa dei primi sei e infine alla Tor Books che ha continuato la serie pubblicando quattro nuovi volumi.
La maggior parte dei libri della serie sono antologie di storie brevi, incentrate su un tema o evento centrale. Diversi archi narrativi si sviluppano inoltre nel corso dei libri. Alcuni dei volumi usano il formato di romanzo a mosaico, nel quale diverse storie scritte da scrittori diversi vengono composte insieme a formare un romanzo unico. I rimanenti volumi della serie sono romanzi scritti da un singolo autore.
Wild Cards è stato ispirato dai fumetti di supereroi e molti degli autori giocano con le convenzioni di questo medium, alcuni protagonisti sono ispirati a personaggi di fumetti (per esempio Jetboy è modellato sul personaggio di Airboy della Hillman Periodicals). Molti degli autori originali sono stati inoltre ispirati da una lunga campagna di gioco di ruolo condotta da George R. R. Martin e modellata sui personaggi giocanti da loro interpretati.
I contributori alla serie includono Roger Zelazny, Lewis Shiner, Walter Jon Williams, Pat Cadigan, Howard Waldrop, Leanne C. Harper, Chris Claremont, Victor Milán, John J. Miller e Martin stesso.

## Ambientazione
La serie è ambientata in una ucronia, poco dopo la seconda guerra mondiale. Nel 1946 un virus alieno che riscrive il DNA viene rilasciato nei cieli sopra New York. Il 90% delle persone che vengono in contatto con esso vengono uccise ognuno da una mutazione diversa (definito come "estrarre la Regina Nera"). Comunque il 9% viene deformato (detto estrarre il Joker), mentre il rimanente 1% ottiene poteri superumani (estrarre l'Ace, "asso"). Persone che ottengono superpoteri inutili o ridicoli (come poter far crescere i peli corporei o cambiare il colore della pelle) vengono normalmente definiti deuce. Il virus portato dalle correnti d'aria si sparse in tutto il mondo influenzando decine di migliaia di persone; i cosiddetti "nat" sono invece i non infettati.
Pur essendo un'ambientazione supereroistica fin dall'inizio gli autori hanno deciso di avere un approccio realistico alla narrazione. Pochi degli assi hanno identità segrete o sono supereroi che combattono il crimine nello stile dell'Uomo Ragno o di Batman. L'universo di Wild Cards rimane ambientato in un mondo simile a quello reale, con personaggi storici reali e nel corso dello sviluppo della storia diversi personaggi invecchiano. La maggior parte delle vittime del virus vive nel ghetto di Jokertown in New York, mentre i fortunati assi diventano celebrità. Inoltre i romanzi hanno un approccio alla violenza e in particolare al sesso più esplicito di quanto non sia tipico delle storie supereroistiche.
Un'altra caratteristica della serie è l'uso di persone reali, come Buddy Holly, Grace Kelly e Richard Nixon. Pur rimanendo simile alla storia della Terra la storia viene alterata in diverse maniere, per esempio Fidel Castro rimane a New York a giocare a baseball e i rivoluzionari comunisti non si impossessano di Cuba. Nel 1986 Castro è l'allenatore dei Brooklyn Dodgers, che non si sono trasferiti a Los Angeles e continuano a giocare nello stadio di Ebbets Field. Perciò è Los Angeles, non New York a ottenere una squadra aggiuntiva chiamata Stars dopo che i Giants si trasferiscono in Minnesota invece che a San Francisco. Nell'universo di Wild Cards i Dodgers sono l'equivalente dei New York Mets, con la loro storia successiva agli anni cinquanta che coincide con quella Mets, inclusa la vittoria nella World Series del 1969 sui Baltimore Orioles. I Los Angeles Stars sono gli equivalenti dei Dodgers reali.
Altre divergenze degne di nota: Mick Jagger è un asso con il potere della licantropia. Frank Zappa ha un figlio, Frank Zappa, Jr., che diventa generale dell'U.S. Army e infine vicepresidente degli Stati Uniti. Buddy Holly non muore in un incidente aereo ma invece finisce ad eseguire cover di Prince e Billy Idol in sudici locali fino a che non scopre i suoi propri poteri durante un concerto di ritorno. La Commissione per le attività antiamericane dà la caccia a assi piuttosto che a lavoratori del mondo dello spettacolo. Thomas Marion Douglas (un analogo di Jim Morrison) è l'asso chiamato Lizard King e muore non a causa di un'overdose in Francia, ma per l'effetto cumulativo dell'abuso di droghe, dopo essersi fatto curare dal virus, perdendo i suoi poteri di asso che lo rendevano immune dall'effetto delle droghe. Il tentativo fallito di salvare gli ostaggi iraniani durante l'amministrazione di Jimmy Carter viene fatto da una squadra di assi invece che da un gruppo dell'esercito statunitense, e più tardi viene dimostrata come una cospirazione per impedire la rielezione di Carter a causa della sua posizione a favore degli infetti del virus. Il presidente George H. W. Bush viene rieletto promettendo "no new exotics (un termine politicamente corretto per i portatori del virus) laws" piuttosto che "no new taxes", ma si rimangia comunque la sua parola.
La serie presenta un cast di personaggi vasto e sempre mutevole. Un personaggio minore in una storia può diventare uno dei personaggi principali in un'altra storia o viceversa.

### Il virus
Lo xenovirus Takis-A, popolarmente noto come Virus Wild Card a causa della varietà dei suoi sintomi, è stato creato come arma biologica sul pianeta Takis. I nativi di quel pianeta, noti come takisiani, sono geneticamente identici agli umani (esistono diverse teorie al riguardo, da un caso di evoluzione parallela all'ipotesi che la Terra sia una perduta colonia takisiana). Il pianeta è governato da dozzine di casate reali, bloccate da generazioni in un perenne conflitto. Mediante un programma di selezione genetica le classi reali di Takis sono riuscite a conseguire poteri psichici, tra cui la telepatia e il controllo mentale. All'inizio del XX secolo la casata Ilkazam, iniziò a sviluppare un virus artificiale progettato per riscrivere il DNA takisiano per migliorare i poteri naturali del soggetto infettato, così da poter ottenere un netto vantaggio nel loro conflitto con le altre casate. Comunque il virus era estremamente imperfetto, poiché uccideva la maggior parte delle sue vittime e lasciava alla maggioranza dei sopravvissuti del virus un aspetto orribile o anche pericoloso. Comunque una piccola percentuale degli infettati otteneva poteri stupefacenti.
La casta Ilkazam non desiderava usare il virus sulla propria gente e decimarne il numero, ma neanche usarlo contro i loro nemici perché i sopravvissuti avrebbero potuto possedere poteri impressionanti e neanche a cancellare del tutto l'esperimento. Decisero quindi di rilasciare il virus sulla Terra come parte di un esteso test sul campo. Uno dei membri della casata Tisianne brant T'sara sek Halima sek Ragnar sek Omian, che divenne noto sulla terra come Dr. Tachyon obiettò per motivi etici a questa proposta. Le due astronavi takisiane combatterono nell'orbita terrestre ed entrambe furono gravemente danneggiate. Il Dr. Tachion riuscì ad atterrare al White Sands Missile Range, mentre la nave contenente la scorta del virus naufragò nel New Jersey a Pine Barrens, senza lasciare superstiti. Il Dr Tachyon tentò di convincere le autorità militari del pericolo posto dal virus e della necessità di localizzarlo, ma il suo comportamento altezzoso e la strana storia che raccontava resero le autorità scettiche.
Nel frattempo due associati del supercriminale Dr. Tod rintracciano il relitto del vascello contenente il virus e questi lo usa per tentare di ricattare il governo statunitense, minacciando di rilasciarlo su New York. I piani del Dr. Tod vengono ostacolati da Robert Tomlin, meglio conosciuto come Jetboy, asso dell'aviazione durante la seconda guerra mondiale. Nel combattimento che segue Tod e Jetboy muoiono e la maggior parte del virus viene distrutto, anche se parte viene rilasciato al di sopra di New York. La zona di Manhattan è quella più colpita, ma parte del virus viene portato dalle correnti a getto in tutto il mondo, causando occasionali scoppi di epidemie in vari luoghi nel corso dei decenni successivi. I sopravvissuti deformati dal virus devono affrontare una significativa discriminazione negli anni successivi. Parte di questa è dovuta all'iniziale paura infondata che il virus sia contagioso. Molti a causa del loro aspetto modificato perdono il lavoro e sono rifiutati dalla famiglia. In seguito a pressioni e al bisogno di vicinanza, la maggior parte dei jokers di New York si concentrò nella zona di Bowery, che in seguito divenne nota come Jokertown. A causa dell'emarginazione economica di molti dei suoi residenti Jokertown divenne un rifugio per attività come strip club e teatri a luci rosse, alcuni dei quali dedicati a persone che vogliono vedere joker inusuali. Dr Tachyon installò la Jokertown Clinic nel vicinato per sopperire ai bisogni speciali dei residenti e per cercare una cura per il virus.
Il virus di per sé non è contagioso, il solo modo per essere infettati è in seguito all'esposizione alle spore originali. Comunque il virus riscrive il DNA degli infettati, inserendosi nel loro codice genetico. Il virus è un carattere recessivo quindi normalmente si esprime nei discendenti solo se entrambi i genitori sono infetti.

### Classificazioni delle vittime del virus
A seconda dei risultati dell'esposizione al virus le sue vittime vengono classificate come:
Ace ("asso")Un asso ha mantenuto un aspetto basicamente umano e generalmente può passare come una persona normale nella società, in opposto alle mutazioni fisiche di cui soffrono i joker e che infliggono loro condizioni fisiche debilitanti. Certi individui che possiedono sia poteri, che alterazioni fisiche sono comunque considerati assi, come per esempio Peregrine, che nonostante possieda un paio di ali piumate che crescono dalle sue spalle, viene comunque considerata attraente. I poteri possono variare dal banale (come per esempio poter cambiare l'acqua in vino) a abilità fantastiche che il pubblico considera superpoteri (volare, teletrasportarsi, leggere la mente, cambiare forma, ecc.).
DeuceUn Deuce è una persona infettata dal Wild Card virus che ha ottenuto un potere inutile o banale, come poter levitare le monetine, trasformarsi in una pozza d'acqua, far crescere i peli del corpo a volontà o essere capace di levitarsi a mezzo metro dal suolo.
JokersUn joker è una persona infettata dal Wild Card virus che soffre di una o più condizioni fisiche debilitanti o che ne è stata deformata fisicamente. I risultati possono essere minimi (come il naso di Father Squid, mutato in una massa di tentacoli) o grotteschi (come Snotman, che essuda una secrezione puzzolente da ogni poro del corpo). Alcune alterazioni che potrebbero far classificare come Joker sono ovvie solo se uno conosce l'aspetto originale dell'individuo (come Gimli che sembra semplicemente un nano) o Succubus che appare come una donna anziana, la cui età fisica è stata accelerata dalla sua mutazione. Chi ha ottenuto poteri sovrumani viene classificato come ace, sebbene chi possiede sia poteri, che deformità viene chiamato ace/joker, come per esempio Bloat. Il Dr. Tachyon ha teorizzato che la forma assunta dai joker è influenzata dal loro subconscio mediante una forma di microtelecinesi durante gli stadi iniziali della malattia. Questo potrebbe spiegare perché molte forme dei joker sono simili a quelle di animali o creature fantastiche o perché spesso riflettano le paure o desideri dell'individuo. La più grande e vecchia comunità di joker è il quartiere di New York City chiamato Jokertown.
NatsAlcuni, soprattutto i jokers, usano il termine "nat" (abbreviazione per "natural") in modo denigratorio per riferirsi a chi non è stato infettato dal virus.
Suicide kingUn suicide king è il figlio di due genitori che ha ereditato il virus dai genitori. Un suicide king ha una forte probabilità che il virus si manifesti quando raggiunge la pubertà e ha la stessa probabilità del 90% di morire di una persona infettata dal virus. Causare stress mentale senza motivo a un suicide king è punibile per legge, dato che questo potrebbe far manifestare il virus.

### Luoghi
La maggior parte delle storie del ciclo sono ambientate a Manhattan o nelle sue vicinanze. Dato che è il sito originale in cui il virus è stato rilasciato, Manhattan contiene Jokertown, la più grande e antica comunità di persone infettate. Questa è basata sul quartiere reale di Bowery. Negli anni successivi al rilascio del virus Jokertown ha offerto ospitalità a basso costo a quelli la cui vita era stata distrutta dagli effetti del virus. Il vicinato ha una cattiva reputazione, per quasi tutta la serie, causa della sua povertà e dell'aspetto di molti dei suoi residenti. Le imprese economiche sono principalmente night club e locali di spogliarelli, di cui alcuni rivolti a quelli che cercano esperienze inusuali con i joker. Per la maggior parte del XX secolo Jokertown è stata oggetto del turismo di naturali alla ricerca di sensazioni forti.
Comunque Jokertown è anche sede di attività più legittime, come la Jokertwon Clinici, un museo della storia del virus e la Church of Jesus Christ Joker, una setta divisa dal cattolicesimo che adora una versione ermafrodita di Gèsù. Molti dei residenti di Jokertown hanno rinunciato ai loro nomi di nascita e usano invece dei soprannomi correlati alla loro deformità. Un'eccezione notevole è stata Xavier Desmond, proprietario di un club e leader civico noto come il "Sindaco di Jokertown". Per un lungo periodo i residenti del vicinato hanno scelto di indossare maschere, sia per coprire le deformità, sia per godere di maggiore anonimato.
Un'altra nota attività di Manhattan è il ristorante Aces High gestito dall'asso Hiram Worchester, capace di controllare la gravità. Dagli anni settanta fino alla fine degli anni ottanta è stato una popolare destinazione per gli assi maggiormente consci della propria immagine pubblica.
L'Empire State Building è stato l'occasionale bersaglio di un gorilla gigante che ogni pochi anni fuggiva dal Central Park Zoo e tentava di scalarlo stile King Kong. Il gorilla che comparve per la prima volta durante il blackout del 1965, viene successivamente rivelato come un asso capace di cambiare forma che aveva sofferto una crisi nervosa.
All'inizio degli anni novanta un gruppo di joker politicamente radicali, insoddisfatti dalla cultura di Jokertown, installò una propria società su Ellis Island, che è rimasta abbandonata nella cronologia di Wild Cards. Ribattezzando l'isola The Rox, la comunità è condotta dal joker Bloat, dai grandi poteri, ma massicciamente sovrappeso e incapace di muoversi. La comunità si tirò addosso l'ira del governo americano per la loro alleanza con il gruppo criminale dei Jumpers, capaci di scambiare il proprio corpo con la vittima e per i loro tentativi di espandersi ad altre isole della baia di New York.
Alcuni racconti si sono svolti in territori fuori dagli USA, in particolare alla fine degli anni ottanta una missione congressuale composta da diversi politici, assi e joker viaggiò in diverse paesi del mondo per osservare come le vittime del virus venivano trattate.
A metà degli anni novanta una rivoluzione rovesciò il governo del Vietnam, aiutata dall'asso americano Mark Meadows. Il nuovo governo rivoluzionario diede il benvenuto nel paese alle vittime del virus ed elesse una delle identità multiple di Meadows come presidente.
Il XXI secolo ha visto la nascita in Medio Oriente di un rinnovato Califfato governato dall'asso chiamato The Nur. Simultaneamente una nazione marxista è arrivata a controllare molto dell'Africa centrale e occidentale.

## Assi noti
Golden Boy (Jack Braun)Questo asso dispone di un'aura dorata (definita da Tachyon "campo di forza biologico") che lo rende incredibilmente forte ed in grado di sopravvivere senza danni a proiettili di calibro 22.
FortunatoUn asso con una sorta di capacità extracorporea.
Aquila Nera (Earl Sanderson Jr.)Un uomo di colore che può volare e generare onde d'urto.
Frank MajesticAnalista della CIA cinquantenne con l'abilità di fermare il tempo.
Ombra Nera (identità sconosciuta)Le sue abilità non sono ben chiare, ma nel libro viene scritto che può causare una "notte innaturale".
Fatman (Hiram Worchester)Asso che può manipolare la gravità. Dopo una breve carriera da supereroe ha abbandonato l'attività di vigilante e ha aperto un ristorante alla moda chiamato L'Olimpo degli Assi, dopo aver reso pubblica la sua identità.
La Grande e Potente Tartaruga (Thomas "Tom" Tudbury)Un telecineta molto potente.
il Dormitore (Croyd Crenson)Un infetto molto particolare. Muta aspetto ed abilità durante il sonno, che può arrivare a durare anche mesi. Può casualmente diventare sia asso che joker. Infatti assume anche droghe pur di non addormentarsi; cosa che però lo porta a veri e propri deliri paranoici.
Damerino (Jay Ackroyd)Un investigatore privato con il potere di teletrasportare persone o cose a patto che le indichi imitando una pistola con le dita. Odia il suo nome da asso, in originale Popinjay, che gli è stato dato a causa del particolare schiocco (Pop) che provoca il vuoto lasciato da ciò che teletrasporta.
Carnifex (William Ray)Asso governativo con forza, riflessi e poteri rigenerativi sovrumani. Veste quasi sempre con una uniforme bianca immacolata della quale ha numerose copie, dato che la sua indole violenta lo porta spesso a macchiarle di sangue
ScarCriminale in grado di teletrasportarsi.
Multimente (Blythe Stanhope Van Renssaeler)asso in grado di assorbire le menti altrui. Avere personalità multiple è molto difficile, infatti la donna alla fine impazzisce.
MaiRagazza vietnamita che "cura" i joker con il tocco.
l'Inviato (David Harstein)Ebreo newyorchese che emana feromoni grazie ai quali chi gli è vicino ubbidisce ad ogni suo ordine.
L'UrlatoreAsso capace di emettere urla rumorosissime, la cui identità rimane ignota.
Francis "Gary" Powersasso dotato di una visione telescopica.
Lizard Kingrock-star dalle abilità allucinogene.
il Burattinaio (senatore Gregg Hartmann)Se la vittima prova rabbia o simili Gregg può accrescerle fino ad abbattere le razionali barriere dell'autocontrollo.
Captain Trips (Mark Meadows)Asso che assumendo droghe può assumere differenti forme diverse per ogni tipo di droga, ognuna con poteri diversi.
Ninfea (Jane Lillian Dow)Una ragazza in grado di controllare l'acqua, in seguito otterrà il potere di guarire gli infetti tramite rapporti sessuali.
Spettra (Jennifer Maloy)Una giovane ladra in grado di rendere incorporea se stessa e ciò che tocca. Ha un limite di peso a ciò che può rendere incorporeo e per questo motivo indossa un bikini durante i suoi furti.

## Libri
- George R.R. Martin (a cura di), Wild Cards - L'origine (Wild Cards, Bantam Books, 1987), Rizzoli, 2010.
- George R.R. Martin (a cura di), Wild Cards - L'invasione (Aces High, Bantam Books, 1987), Rizzoli, 2010.
- George R.R. Martin (a cura di), Wild Cards - L'assalto (Jokers Wild, Bantam Books, 1987), Mondadori, 2013.
- George R.R. Martin (a cura di), Wild Cards - La missione ( Aces Abroad, Bantam Books, 1988), Mondadori, 2014.
- George R.R. Martin (a cura di), Wild Cards - Nei bassifondi (Down and Dirty, Bantam Books, 1988), Mondadori, 2014.
- George R.R. Martin (a cura di), Wild Cards - Il candidato (Ace in the Hole, Bantam Books, 1990), Mondadori, 2014.
- George R.R. Martin (a cura di), Wild Cards - La mano del morto (Dead Man's Hand. Bantam Books, 1990), Mondadori, 2014.
- George R.R. Martin (a cura di), Wild Cards - Il fante con un occhio solo (One-Eyed Jacks, Bantam Books, 1991), Mondadori, 2014.
- George R.R. Martin (a cura di), Wild Cards - Il castello di cristallo (Jokertown Shuffle, Bantam Books, 1991), Mondadori, 2014.
- Melinda Snodgrass, Double Solitaire, Bantam Books, 1992.
- George R.R. Martin (a cura di), Dealer's Choice, Bantam Books, 1992.
- Victor Milán, Turn of the Cards, Bantam Books, 1993.
- George R.R. Martin (a cura di), Card Sharks, Baen Books, 1993.
- George R.R. Martin (a cura di), Marked Cards Baen Books, 1994.
- George R.R. Martin (a cura di), Black Trump. Baen Books, 1995.
- George R.R. Martin (a cura di), Deuces Down, iBooks, 2002.
- John J. Miller Death Draws Five, iBooks, 2006. Di Death Draws Five sono state pubblicate solo 600 copie a causa del fallimento del marchio iBooks. Successivamente è stato ristampato dalla Brick Tower Press.
- George R.R. Martin (a cura di), Inside Straight, Tor Books, 2008.
- George R.R. Martin (a cura di), Busted Flush, Tor Books, 2008.
- George R.R. Martin (a cura di), Suicide Kings, Tor Books, 2009.
- George R.R. Martin (a cura di), Fort Freak, Tor Books, 2011.

Alla fine del 2011 i primi due libri, Wild Cards e Wild Cards II, sono stati pubblicati in formato audiolibro dalla Brilliance Audio.

## In altri media

### Fumetto
Parte dei libri sono stati adattati in fumetto. Il marchio Epic della Marvel Comics ha pubblicato una miniserie di quattro numeri nel 1990 e successivamente ha collezionato e pubblicato la serie in una singola graphic novel. Queste storie (insieme ad altre non appartenenti alla serie) sono state ristampate nel 1992 come parte di un formato antologico di quattro numeri intitolato Epic Comics: An Anthology. Una seconda serie limitata fu pianificata ma rimasta irrealizzata dopo la cancellazione del marchio Epic da parte della Marvel.
Alcuni anni dopo nel 2008 Daniel Abraham scrisse una serie limitata di fumetti che venne pubblicata dalla Dabel Brothers Productions; il primo numero della serie venne pubblicato simultaneamente con due copertine diverse, mentre il sesto e ultimo numero venne pubblicato dalla Dynamite Comics. La Dynamic collezionò quindi la miniserie in una singola graphic novel all'inizio del 2011. Questa seconda serie era intitolata George R. R. Martin's Wild Cards: The Hard Call.

### Giochi di ruolo
L'ambientazione è stata adattata ai giochi di ruolo due volte.
La prima volta è stato adattato dalla Steve Jackson Games nella forma di due manuali per GURPS che usavano le regole di GURPS Supers Il primo dei due manuali venne pubblicato tra la pubblicazione di Down and Dirty e Ace in the Hole nel 1989. I manuali sono ormai superati, dato che forniscono un'immagine della serie a quell'epoca, ma contengono dettagli biografici e sul potere di circa sessanta personaggi dei primi cinque libri, insieme con informazioni sulla storia e organizzazioni. È stato scritto da John J. Miller.
La seconda volta è stato adattato dalla Green Ronin Publishing, usando il loro regolamento Mutants & Masterminds. Il primo manuale, Wild Cards Campaign Setting, venne scritto da John J. Miller, e debuttò alla Origins 2008. Sono stati pubblicati due ulteriori volumi, la raccolta di personaggi Aces & Jokers di Steve Kenson e John J. Miller e l'antologia di avventure All-In di vari autori.